# Parungseah
Parungseah is een bestuurslaag in het regentschap Sukabumi van de provincie West-Java, Indonesië. Parungseah telt 10.503 inwoners (volkstelling 2010).